# 特拉讷
特拉讷（法語：Trannes，法語發音：[tʁan]）是法国奥布省的一个市镇，属于奥布河畔巴尔区。

## 地理
特拉讷（48°18'6"N, 4°35'9"E）面积10.11 平方千米，位于法国大東部大區奥布省，该省份为法国中北部省份，北起马恩省，西接塞纳-马恩省，西南至约讷省，东南至科多尔省，东临上马恩省。
与特拉讷接壤的市镇（或旧市镇、城区）包括：博桑库尔、埃克朗斯、热桑、瑞旺泽、珀蒂梅尼勒、拉罗蒂耶尔、于尼安维尔。

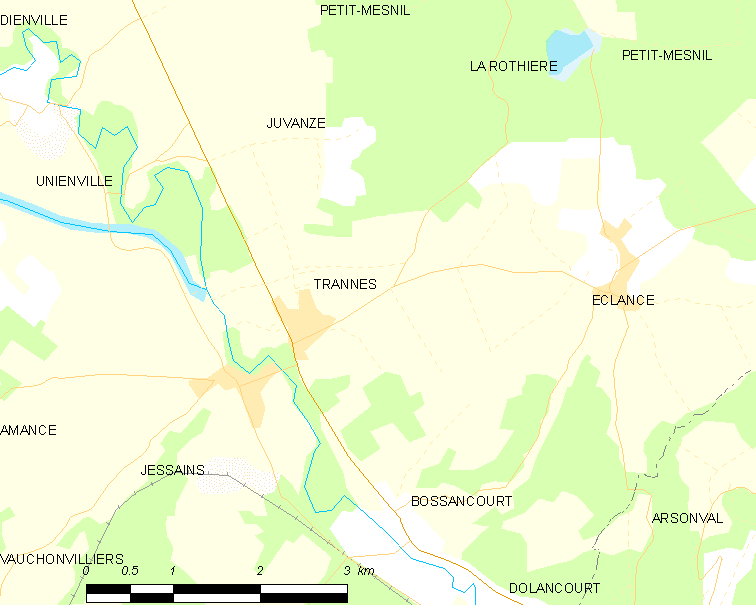
特拉讷的OSM定位图

特拉讷的时区为UTC+01:00、UTC+02:00（夏令时）。

## 行政
特拉讷的邮政编码为10140，INSEE市镇编码为10384。

## 政治
特拉讷所属的省级选区为巴尔斯河畔旺德夫尔县。

## 人口

1962-2008年间特拉讷人口变化图示

特拉讷于2022年1月1日时的人口数量为198人。